# Nola malgassica
Nola malgassica is een vlinder uit de familie visstaartjes (Nolidae). De wetenschappelijke naam van deze soort werd voor het eerst geldig gepubliceerd in 1917 door George Hamilton Kenrick.
De soort komt voor in tropisch Afrika.